# Aubagnan
Aubagnan (gaskonsko Aubanhan) je naselje in občina v francoskem departmaju Landes regije Akvitanije. Naselje je leta 2009 imelo 240 prebivalcev.

## Geografija
Kraj leži v pokrajini Gaskonji 30 km južno od Mont-de-Marsana.

## Uprava
Občina Aubagnan skupaj s sosednjimi občinami Castelner, Cazalis, Hagetmau, Horsarrieu, Labastide-Chalosse, Lacrabe, Mant, Momuy, Monget, Monségur, Morganx, Peyre, Poudenx, Sainte-Colombe, Saint-Cricq-Chalosse, Serres-Gaston in Serreslous-et-Arribans sestavlja kanton Hagetmau s sedežem v Hagetmauu. Kanton je sestavni del okrožja Mont-de-Marsan.

## Zanimivosti
- cerkev Notre-Dame d'Aubagnan,
- grad Château d'Aubagnan.